# Сунчане скале
Сунчане скале је био музички фестивал који се одржавао сваког лета у Херцег Новом, Црна Гора. Фестивал се организовао од 1994. године, осим 1999. године, због НАТО бомбардовања СРЈ. Године 2016. из финансијских разлога, фестивал је укинут.
После 7 година паузе, основан је његов фестивалски наследник Скале.

## Фестивал
Фестивал је трајао три дана. Првог дана се додељивала Принчева награда певачима који су освојили номинацију у одређеној категорији. Другог дана фестивала су се представљали нови талентовани певачи, такође под називом Нове звијезде. Трећи дан био је такмичарски дан, и победничка песма постајала је Пјесма љета.

## Победници
Ово је списак добитника награде Пјесма љета трећег фестивалског дана Сунчаних скала:
- Сунчане Скале 1994 - Маја Николић - Баш сам се заљубила
- Сунчане Скале 1995 - Филип Жмахер - Moлитва[4]
- Сунчане Скале 1996 - Леонтина Вукомановић - Једна од сто
- Сунчане Скале 1997 - Зорана Павић - Хоћу да умрем Док ме волиш
- Сунчане Скале 1998 - Владо Георгиев - Ако икад остарим
- Сунчане Скале 2000 -  Тифа и Макадам - Ево има година[5]
- Сунчане Скале 2001 - Ивана Банфић - Сад је касно[6][7]
- Сунчане Скале 2002 - Тијана Дапчевић - Негатив[8]
- Сунчане Скале 2003 - Бојан Маровић - Теби је лако[9]
- Сунчане Скале 2004 - Романа Панић - Никад и заувијек
- Сунчане Скале 2005[10] - Горан Каран - Ружо моја била[11]
- Сунчане Скале 2006 - Милена Вучић - Да л' она зна (победник Нове звијезде)
- Сунчане Скале 2007 - Лејла Хот - Суза стихова (победник Нове звијезде)[12]
- Сунчане Скале 2008 - Александра Бучевац - Остани
- Сунчане Скале 2009 - Калиопи и Наум Петрески - Рум дум дум[13]
- Сунчане Скале 2010 - Дадо Топић и Анита Поповић - Говоре мојим гласом анђели
- Сунчане Скале 2011 - Qpid -
- Сунчане Скале 2012 - J-DA -
- Сунчане Скале 2013 - Тешка индустрија и Кемал Монтено - Мајске кише[14]

Ово је списак добитника награде Нове звијезде првог или другог фестивалског дана Сунчаних скала:
- Сунчане Скале 1997 - Добар лош зао - Идемо на море
- Сунчане Скале 1998 - Моки - Забрањена љубав
- Сунчане Скале 2000 -  Storm Cool - Упомоћ
- Сунчане Скале 2001 - Данијел Ђокић - Дође ми да
- Сунчане Скале 2002 - Бојан Маровић - Више те нема
- Сунчане Скале 2003 - Емина Јаховић - Узалуд се будим[15]
- Сунчане Скале 2004 - Ивана Поповић - Одлазим
- Сунчане Скале 2005 - Александра Бучевац - Једноставно
- Сунчане Скале 2006 - Милена Вучић - Да л' она зна[16]
- Сунчане Скале 2007 - Лејла Хот - Суза стихова
- Сунчане Скале 2008 - Бети Буп - Добар дан
- Сунчане Скале 2009 - Невена Божовић - Ти
- Сунчане Скале 2010 - Јелена Ђорђевић - Surrender[17]
- Сунчане Скале 2011 - Ељхаида Дани -
- Сунчане Скале 2012 - Александра Билановић -
- Сунчане Скале 2014 - Димитар Андоновски - Ако ме боли
- Сунчане Скале 2015 - Карин Соријеф - Sing my song

## Хитови
Ово је списак само неких од песама које су обележиле Сунчане скале и постале хитови:
| Година | Извођач(и)          | Песма                          |
| ------ | ------------------- | ------------------------------ |
| 1995.  | Ђогани фантастико   | "Лето је"                      |
| 1996.  | Ђогани фантастико   | "Остављена без наде"           |
| 1996.  | Зорана Павић        | "Рат и мир"                    |
| 1996.  | Леонтина            | "Једна од сто"                 |
| 1997.  | Тап 011             | "Можда ти се врати као Леси"   |
| 1997.  | Зорана Павић        | "Хоћу да умрем док ме волиш"   |
| 1997.  | Добар лош зао       | "Идемо на море"                |
| 1998.  | Владо Георгиев      | "Ако икад остарим"             |
| 1998.  | Луна                | "Само једну ноћ"               |
| 1998.  | Маја Николић        | "Варали ме сви"                |
| 1998.  | Trik FX             | "Температура"                  |
| 1998.  | Flame               | "Пучина"                       |
| 1998.  | Моделс              | "Плажа"                        |
| 1998.  | Освајачи (Први чин) | "Вино црвено"                  |
| 1998.  | Кемал Араповић Моки | "Забрањена љубав"              |
| 1998.  | Ксенија Мијатовић   | "Кад нестану речи"             |
| 2000.  | Storm Cool          | "Упомоћ"                       |
| 2000.  | Наташа Беквалац     | "Лажи ме"                      |
| 2000.  | Жељко Васић         | "Жена као ти"                  |
| 2000.  | Тифа и Макадам      | "Ево има година"               |
| 2000.  | Жељко Самарџић      | "Све је сурово кад се не воли" |
| 2000.  | Гоца Тржан          | "Ако је Бог дозволио"          |
| 2000.  | Цеца Славковић      | "Пола по пола"                 |
| 2000.  | Ђогани фантастико   | "Ти си преко"                  |
| 2000.  | Коктел бенд         | "Све"                          |
| 2000.  | Тоше Проески        | "Тајно моја"                   |
| 2001.  | Леонтина            | "Црно па се не види"           |
| 2001.  | Ивана Банфић        | "Сад је касно"                 |
| 2001.  | Зана                | "Пети дан"                     |
| 2001.  | Тијана Дапчевић     | "Степски вук"                  |
| 2001.  | Данијел Ђокић       | "Дође ми да"                   |
| 2001.  | Амадеус бенд        | "Купи ме"                      |
| 2001.  | Валентино           | "Одлазим"                      |
| 2002.  | Бојан Маровић       | "Више те нема"                 |
| 2002.  | Тамара Тодевска     | "Да ли знам"                   |
| 2002.  | Мартин Вучић        | "Ја не могу да се кајем"       |
| 2002.  | Кнез                | "Побиједила си ти"             |
| 2002.  | Минеа               | "Живот је лијеп"               |
| 2002.  | Каролина Гочева     | "Кад волиш"                    |
| 2002.  | Романа Панић        | "Кад ми горе образи"           |
| 2002.  | Сергеј Ћетковић     | "Никада"                       |
| 2002.  | Тијана Дапчевић     | "Негатив"                      |
| 2003.  | Емина Јаховић       | "Узалуд се будим"              |
| 2003.  | Александра Радовић  | "Као со у мору"                |
| 2003.  | Бојан Маровић       | "Теби је лако"                 |
| 2003.  | Зана                | "Резервација"                  |
| 2003.  | Цеца Славковић      | "Љубав без гаранције"          |
| 2003.  | Амир Казић Лео      | "Милијун"                      |
| 2004.  | Данијела Вранић     | "Преко свега"                  |
| 2004.  | Бојан Бјелић        | "До бола"                      |
| 2004.  | Ана Кокић           | "Само ми јавите"               |
| 2004.  | Негре               | "Као"                          |
| 2004.  | Романа Панић        | "Никад и заувијек"             |
| 2004.  | Гоца Тржан          | "Хаљина"                       |
| 2004.  | ОК бенд и Зана      | "Буди фер"                     |
| 2004.  | Емина Јаховић       | "Вољела те ил не вољела"       |
| 2005.  | Тони Цетински       | "Човјек од леда"               |
| 2005.  | Данијела Мартиновић | "Једно те молим"               |
| 2006.  | Милена Вучић        | "Дал' она зна"                 |
| 2006.  | Калиопи             | "Силна"                        |
| 2006.  | Funky G             | "Ако желиш ме"                 |
| 2006.  | Коктел бенд         | "Мрак песма"                   |
| 2006.  | Ивана Јордан        | "Корак до тебе"                |
| 2007.  | Лејла Хот           | "Суза стихова"                 |
| 2007.  | Мартин Вучић        | "Бибер и чоколада"             |
| 2007.  | Жељко Васић         | "Само да добро си"             |
| 2007.  | Кнез                | "Једном мила"                  |
| 2008.  | Бјути квинс         | "Ти или он"                    |